# London ’66–’67
London ’66-’67 — мини-альбом и фильм группы Pink Floyd, содержащий два «потерянных» трека — полную (около 17 минут) версию композиции «Interstellar Overdrive» и ранее никогда не издававшуюся «Nick's Boogie». Обе записи были сделаны в январе 1967 года в Лондоне.
Альбом был первоначально издан в 1995 году. 13 сентября 2005 года лейбл Snapper Music выпустил ремастированное переиздание альбома на CD и DVD.
По словам Джо Бойда «Записанные нами версии „Interstellar Overdrive“ и „Nick’s Boogie“ дают достаточно точное представление о том, как группа звучала на сцене зимой 1966-67 годов».

## Список композиций
1. «Interstellar Overdrive» — 16:46 (Барретт, Уотерс, Райт, Мэйсон)
2. «Nick's Boogie» — 11:55 (Мэйсон)

## История
11-12 января 1967 года на звукозаписывающей студии «Sound Techniques Studio» в Лондоне начинающая группа Pink Floyd записала две инструментальные композиции: «Interstellar Overdrive» и «Nick’s Boogie». Эти композиции предназначались для фильма Питера Уайтхеда Tonite Lets All Make Love in London, вышедшего в 1968 году. Однако в первую версию фильма вошли лишь небольшие фрагменты «Interstellar Overdrive», а «Nick’s Boogie» не была использована вовсе (сделанная позже более короткая версия «Interstellar Overdrive» вошла в дебютный альбом группы The Piper at the Gates of Dawn, который вышел в августе 1967 года). В оригинальном виде обе композиции появились лишь в новой версии фильма (1990 года), после того, как компания «See for Miles Records» приобрела оригинал записи этих композиций, они же были включены и в мини-альбом London ’66—’67.

## DVD
- London ’66—’67 — оригинальный фильм, содержащий полные версии композиций «Interstellar Overdrive» и «Nick’s Boogie».
- Интервью с Миком Джагером, Дэвидом Хокни, Майклом Кейном и Джули Кристи.
- Документальные съёмки Лондона конца шестидесятых.
- Обзор режиссёра Питера Уайтхеда.

## Участники записи
- Сид Барретт — электрогитара
- Роджер Уотерс — бас-гитара
- Ричард Райт — орган Фарфиса
- Ник Мэйсон — барабаны, перкуссия

звукоозапись и продюсирование
- Джо Бойд — продюсер;
- Джон Вуд — звукоинженер.